# Fjädervikt i grekisk-romersk stil för herrar i brottning vid olympiska sommarspelen 2004
Herrarnas brottningsturnering i grekisk-romersk stil i viktklassen fjädervikt vid olympiska sommarspelen 2008 avgjordes den 25-26 augusti i Aten i Ano Liossia Olympic Hall. 

## Medaljörer
| Klass      | Guld                    | Silver                | Brons                      |
| Fjädervikt | Jung Ji-Hyun · Sydkorea | Roberto Monzón · Kuba | Armen Nazarjan · Bulgarien |

## Resultat

### Förkortningar
- EF — Vinst genom förverkande, förloraren ej plancerad
- E2 — Båda brottarna diskvalificerade för brott mot reglerna
- EV — Diskvalifikation från samtliga tävlingar för brott mot reglerna
- EX — 3 varningar eller brott mot reglerna
- PA — Skada/uteblivande
- PO — Vinst efter poäng, förloraren utan teknik-poäng
- PP — Vinst efter poäng, förloraren med teknik-poäng
- SP — Teknisk överlägsenhet, 10 poängs skillnad, förloraren hade poäng
- ST — Teknisk överlägsenhet, 10 poängs skillnad, förloraren utan poäng
- TO — Vinst efter fall
- KP — Klassificeringspoäng
- TP — Tekniska poäng

### Utslagningsronder

#### Grupp 1
| Tävlande                   | Spelade | Vunna | Förlorade | KP | TP |
| -------------------------- | ------- | ----- | --------- | -- | -- |
| Jung Ji-Hyun (KOR)         | 2       | 2     | 0         | 6  | 13 |
| Vitali Rähimov (AZE)       | 2       | 1     | 1         | 3  | 4  |
| Włodzimierz Zawadzki (POL) | 2       | 0     | 2         | 2  | 4  |

|                            | Poäng |                            | KP     |
| -------------------------- | ----- | -------------------------- | ------ |
| Włodzimierz Zawadzki (POL) | 2–10  | Jung Ji-Hyun (KOR)         | 1–3 PP |
| Vitali Rähimov (AZE)       | 4–2   | Włodzimierz Zawadzki (POL) | 3–1 PP |
| Jung Ji-Hyun (KOR)         | 3–0   | Vitali Rähimov (AZE)       | 3–0 PO |

#### Grupp 2
| Tävlande              | Spelade | Vunna | Förlorade | KP | TP |
| --------------------- | ------- | ----- | --------- | -- | -- |
| Eusebiu Diaconu (ROU) | 2       | 2     | 0         | 7  | 13 |
| Jim Gruenwald (USA)   | 2       | 1     | 1         | 5  | 13 |
| Hugo Passos (POR)     | 2       | 0     | 2         | 0  | 7  |

|                       | Poäng |                       | KP     |
| --------------------- | ----- | --------------------- | ------ |
| Hugo Passos (POR)     | 0–10  | Eusebiu Diaconu (ROU) | 0–4 ST |
| Jim Gruenwald (USA)   | 12–7  | Hugo Passos (POR)     | 4–0 TO |
| Eusebiu Diaconu (ROU) | 3–1   | Jim Gruenwald (USA)   | 3–1 PP |

#### Grupp 3
| Tävlande                 | Spelade | Vunna | Förlorade | KP | TP |
| ------------------------ | ------- | ----- | --------- | -- | -- |
| Armen Nazarjan (BUL)     | 2       | 2     | 0         | 6  | 15 |
| Ashraf El-Gharably (EGY) | 2       | 1     | 1         | 4  | 15 |
| Oleksandr Chvosjtj (UKR) | 2       | 0     | 2         | 2  | 4  |

|                          | Poäng |                          | KP     |
| ------------------------ | ----- | ------------------------ | ------ |
| Armen Nazarjan (BUL)     | 7–3   | Ashraf El-Gharably (EGY) | 3–1 PP |
| Oleksandr Chvosjtj (UKR) | 1–8   | Armen Nazarjan (BUL)     | 1–3 PP |
| Ashraf El-Gharably (EGY) | 12–3  | Oleksandr Chvosjtj (UKR) | 3–1 PP |

#### Grupp 4
| Tävlande              | Spelade | Vunna | Förlorade | KP | TP |
| --------------------- | ------- | ----- | --------- | -- | -- |
| Makoto Sasamoto (JPN) | 2       | 2     | 0         | 7  | 20 |
| Sidney Guzman (PER)   | 2       | 1     | 1         | 3  | 3  |
| Davor Štefanek (SCG)  | 2       | 0     | 2         | 2  | 2  |

|                       | Poäng |                       | KP     |
| --------------------- | ----- | --------------------- | ------ |
| Sidney Guzman (PER)   | 0–11  | Makoto Sasamoto (JPN) | 0–4 ST |
| Davor Štefanek (SCG)  | 1–3   | Sidney Guzman (PER)   | 1–3 PP |
| Makoto Sasamoto (JPN) | 9–1   | Davor Štefanek (SCG)  | 3–1 PP |

#### Grupp 5
| Tävlande                   | Spelade | Vunna | Förlorade | KP | TP |
| -------------------------- | ------- | ----- | --------- | -- | -- |
| Nurlan Qojzjajghanov (KAZ) | 2       | 2     | 0         | 6  | 14 |
| Akaki Tjatjua (GEO)        | 2       | 1     | 1         | 5  | 16 |
| Paolo Fucile (ITA)         | 2       | 0     | 2         | 0  | 0  |

|                            | Poäng |                            | KP     |
| -------------------------- | ----- | -------------------------- | ------ |
| Paolo Fucile (ITA)         | 0–10  | Akaki Tjatjua (GEO)        | 0–4 ST |
| Nurlan Qojzjajghanov (KAZ) | 7–0   | Paolo Fucile (ITA)         | 3–0 PO |
| Akaki Tjatjua (GEO)        | 6–7   | Nurlan Qojzjajghanov (KAZ) | 1–3 PP |

#### Grupp 6
| Tävlande               | Spelade | Vunna | Förlorade | KP | TP |
| ---------------------- | ------- | ----- | --------- | -- | -- |
| Aleksej Sjevtsov (RUS) | 2       | 2     | 0         | 6  | 11 |
| Ai Linuer (CHN)        | 2       | 1     | 1         | 4  | 5  |
| Jurij Kohl (GER)       | 2       | 0     | 2         | 1  | 2  |

|                        | Poäng |                        | KP     |
| ---------------------- | ----- | ---------------------- | ------ |
| Ai Linuer (CHN)        | 2–4   | Aleksej Sjevtsov (RUS) | 1–3 PP |
| Jurij Kohl (GER)       | 2–3   | Ai Linuer (CHN)        | 1–3 PP |
| Aleksej Sjevtsov (RUS) | 7–0   | Jurij Kohl (GER)       | 3–0 PO |

#### Grupp 7
| Tävlande             | Spelade | Vunna | Förlorade | KP | TP |
| -------------------- | ------- | ----- | --------- | -- | -- |
| Roberto Monzón (CUB) | 3       | 3     | 0         | 9  | 16 |
| Şeref Tüfenk (TUR)   | 3       | 2     | 1         | 6  | 8  |
| Ali Ashkani (IRI)    | 3       | 1     | 2         | 5  | 8  |
| Christos Gikas (GRE) | 3       | 0     | 3         | 1  | 1  |

|                      | Poäng |                      | KP     |
| -------------------- | ----- | -------------------- | ------ |
| Christos Gikas (GRE) | 0–5   | Şeref Tüfenk (TUR)   | 0–3 PO |
| Roberto Monzón (CUB) | 4–1   | Ali Ashkani (IRI)    | 3–1 PP |
| Christos Gikas (GRE) | 0–7   | Roberto Monzón (CUB) | 0–3 PO |
| Şeref Tüfenk (TUR)   | 3–1   | Ali Ashkani (IRI)    | 3–1 PP |
| Christos Gikas (GRE) | 1–6   | Ali Ashkani (IRI)    | 1–3 PP |
| Şeref Tüfenk (TUR)   | 0–5   | Roberto Monzón (CUB) | 0–3 PO |

### Utslagningsträd
|  | Kvartsfinaler              | Kvartsfinaler              | Kvartsfinaler |  |  | Semifinaler            | Semifinaler            | Semifinaler          |   |                    | Final                  | Final                  | Final      |
|  |                            |                            |               |  |  |                        |                        |                      |   |                    |                        |                        |            |
|  | Jung Ji-Hyun (KOR)         | Jung Ji-Hyun (KOR)         | 6             |  |  |                        |                        |                      |   |                    |                        |                        |            |
|  | Eusebiu Diaconu (ROU)      | Eusebiu Diaconu (ROU)      | 0             |  |  | Jung Ji-Hyun (KOR)     | Jung Ji-Hyun (KOR)     | 3                    |   |                    |                        |                        |            |
|  | Armen Nazarjan (BUL)       | Armen Nazarjan (BUL)       | 5             |  |  | Armen Nazarjan (BUL)   | Armen Nazarjan (BUL)   | 1                    |   |                    |                        |                        |            |
|  | Makoto Sasamoto (JPN)      | Makoto Sasamoto (JPN)      | 3             |  |  |                        |                        |                      |   | Jung Ji-Hyun (KOR) | Jung Ji-Hyun (KOR)     | 3                      |            |
|  | Nurlan Qojzjajghanov (KAZ) | Nurlan Qojzjajghanov (KAZ) | 1             |  |  |                        | Roberto Monzón (CUB)   | Roberto Monzón (CUB) | 0 |                    |                        |                        |            |
|  | Aleksej Sjevtsov (RUS)     | Aleksej Sjevtsov (RUS)     | 3             |  |  | Aleksej Sjevtsov (RUS) | Aleksej Sjevtsov (RUS) | 3                    |   |                    |                        |                        |            |
|  |                            |                            |               |  |  | Roberto Monzón (CUB)   | Roberto Monzón (CUB)   | 6                    |   |                    | Bronsmatch             | Bronsmatch             | Bronsmatch |
|  |                            |                            |               |  |  |                        |                        |                      |   |                    |                        |                        |            |
|  |                            |                            |               |  |  |                        |                        |                      |   |                    | Armen Nazarjan (BUL)   | Armen Nazarjan (BUL)   | 4          |
|  |                            |                            |               |  |  |                        |                        |                      |   |                    | Aleksej Sjevtsov (RUS) | Aleksej Sjevtsov (RUS) | 3          |

|  | 5:e plats |                            |   |  |
|  |           |                            |   |  |
|  | 1         | Makoto Sasamoto (JPN)      | 4 |  |
|  | 1         | Makoto Sasamoto (JPN)      | 4 |  |
|  | 2         | Nurlan Qojzjajghanov (KAZ) | 0 |  |